# Пошта (Чилибија)
Пошта (рум. Poșta) насеље је у Румунији у округу Бузау у општини Чилибија. Oпштина се налази на надморској висини од 62 m.

## Становништво
Према подацима из 2002. године у насељу је живело 292 становника, од којих су сви румунске националности.